# Karol Basz
Karol Basz (ur. 21 listopada 1991 w Krakowie) – polski kierowca wyścigowy.

## Życiorys
Za kierownicą gokarta zasiadł po raz pierwszy w wieku ośmiu lat. W 2005 roku został mistrzem Polski. W tym okresie rozpoczął występy na arenie międzynarodowej. W 2006 roku zadebiutował w mistrzostwach Europy ICA Junior. W sezonie 2008 zadebiutował w mistrzostwach świata i mistrzostwach Europy w klasie KF2. W latach 2009–2010 ścigał się w zespole Roberta Kubicy, rozpoczął również starty w fabrycznym zespole Birela. W latach 2013–2014 Basz był fabrycznym kierowcą Tony Karta. W 2014 roku wystąpił gościnnie podczas dwóch wyścigów Volkswagen Castrol Cup. W 2015 roku przeszedł do Kosmic Racing i został mistrzem świata. W sezonie 2016 został wicemistrzem świata oraz wicemistrzem Niemiec.
W 2017 roku rozpoczął starty Lamborghini Huracanem w Campionato Italiano GT, zdobywając trzy podia. W 2018 roku rozpoczął starty w serii Lamborghini Super Trofeo. Zdobył wówczas pierwsze miejsce w klasyfikacji europejskiej Pro. Rok później wygrał w Światowym Finale Lamborghini w klasie Pro-Am.
W 2022 roku dołączył do serii International GT Open Gdzie W pierwszym sezonie zdobył mistrzostwo w klasie Pro-Am. Przez kolejne dwa lata w tej serii I klasie zdobywał vicemistrzostwo. Na sezon 2025 będzie jeździł samochodem Mercedesa w serii GT World Challenge Europe Endurance Cup.